# Dża Lama

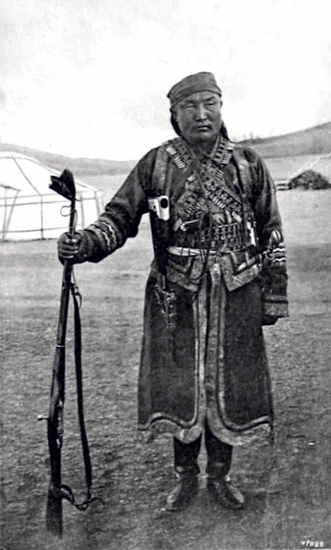
Dża Lama

Dża Lama, Dambidżancan (mn.) Жа Лама, także Дамбийжанцан lub Дамбийжаа (ur. w 1862, zm. w 1922) – mongolski lama, na początku XX w. przywódca walk niepodległościowych Mongołów przeciwko Chinom władającym wówczas Mongolią, a następnie przeciwko wojskom interwencyjnym rosyjskich bolszewików i ich mongolskich sprzymierzeńców. 
Urodził się w okolicach Astrachania w ułusie małoderbetowskim. Był Kałmukiem. Znał język mongolski i tybetański, po 1914 nauczył się także rosyjskiego. Pierwszy raz przybył do Mongolii w 1890, gdzie został wkrótce aresztowany za podburzanie Mongołów przeciwko władzom chińskim, a następnie wydalony do Rosji jako jej obywatel. Rok później znów powrócił, tym razem przybywając z Tybetu i znów został deportowany za propagandę antychińską. Już wtedy zyskał znaczny rozgłos dzięki swym poglądom, a także temu, że wykorzystując kult mongolskiego bohatera walk o niepodległość z r.1754 do r.1757 księcia Amursany podawał się za wnuka i reinkarnację tej postaci. W 1900 był znowu w Mongolii, w drodze do Tybetu, a potem wracając z niego, jednak tym razem jako współpracownik rosyjskiej wyprawy naukowej i kupieckiej. W 1910 prowadził niepodległościową działalność wśród Ojratów w Sinciangu. 
Po deklaracji niepodległości przez rząd Bogdo Gegena Dża Lama przybył z Sinciangu do Kobdo, gdzie utrzymywały się wojska i władze chińskie. Zdołał zgromadzić około 5 tys. powstańców i na czele tych sił oswobodził większość Mongolii Zachodniej wraz ze stolicą Kobdo. Jego oddziały przeprowadziły tam pogrom cywilnej ludności chińskiej, zabijając około 100 osób, a resztę, czyli 1 tys. zmuszając do opuszczenia Mongolii. 
Za sukcesy w walce został nagrodzony wysokimi godnościami przez Bogdo Gegena i zyskał praktycznie nieograniczoną władzę w Kobdo. Początkowo popierał Rosję, licząc na jej ochronę w walce z Chinami, jednak liczne konflikty z licznymi w tym rejonie kupcami i kolonistami rosyjskimi, żądającymi dla siebie uprzywilejowanej pozycji, doprowadziły do schwytania Dża Lamy przez carskich Kozaków, jako zbiegłego poddanego rosyjskiego i wywiezienia go do więzienia, najpierw w Tomsku, a potem w Irkucku. W 1916 został wypuszczony, ale zmuszono go do osiedlenia się w rejonie Astrachania. Dopiero po wybuchu rewolucji w Rosji, powrócił w 1918 do Mongolii. Ścigany przez władze chińskie podjął walkę z oddziałami chińskimi, a później także z bolszewickimi. Po klęsce barona Ungerna starał się doprowadzić do odłączenia zachodniej Mongolii (rejonu Kobdo i Uliasutaju) od zajętej przez rosyjskich bolszewików reszty kraju. Przez pewien czas prowadził walkę partyzancką, w końcu jednak zginął w walce z bolszewikami w Maadżin-san. Ze względu na jego wielką popularność wśród ludu, odciętą głowę Dża Lamy bolszewicy wystawili w Uliasutaju na widok publiczny, by potwierdzić wiadomość o jego śmierci. 
W polskiej literaturze opisany przez Ossendowskiego, Giżyckiego i Michałowskiego. 